# Sakurai
Sakurai (桜井市, Sakurai-shi) est une ville située dans la préfecture de Nara au Japon.

## Géographie

Localisation de Sakurai en préfecture de Nara.

### Situation
Sakurai est située dans le nord de la préfecture de Nara.

### Démographie
En 2007, la ville de Sakurai comptait 59 767 habitants répartis sur une superficie de 98,92 km2 (densité de population de 604 hab./km2). En décembre 2022, la population était estimée à 55 508 habitants.

### Hydrographie
Le cours du fleuve Yamato traverse la ville d'est en ouest.

## Histoire
Sakurai fut à plusieurs reprises capitale du Japon de la période Kofun au début de la période Asuka :
- de 457 à 479 (dates incertaines), sous le règne de  l'empereur Yūryaku résidant au palais Hatsuse no Asakura[2] ;
- de 480 à 484 (dates incertaines), sous le règne de  l'empereur Seinei résidant au palais Iware no Mikakuri[2] ;
- de 499 à 506 (dates incertaines), sous le règne de  l'empereur Buretsu résidant au palais Nimiki[2] ;
- de 526 à 532 (dates incertaines), sous le règne de  l'empereur Keitai résidant au palais Iware no Tamaho[2] ;
- de 535 à 539 (dates incertaines), sous le règne de  l'empereur Senka résidant au palais Hinokuma no Iorino[2] ;
- de 572 à 585, sous le règne de  l'empereur Bidatsu résidant au palais Osata no Sakitama[2].

## Culture locale et patrimoine

### Patrimoine religieux
Sakurai abrite le sanctuaire shinto Ōmiwa, traditionnellement considéré comme l'un des plus vieux sanctuaires shinto au Japon, dédié au kami du saké. Les vendeurs de saké à travers le Japon utilisent souvent comme talisman une boule en bois de sugi provenant de ce sanctuaire.
- Temples bouddhistes :
  - Miwasanbyōdō-ji ;
  - Hase-dera ;
  - Asuka-dera ;
  - Tachibana-dera ;
  - Abe Monju-in ;
  - Seirin-ji.

- Sanctuaires shinto :
  - Ōmiwa-jinja ;
  - Tanzan-jinja ;
  - Kasayamakō-jinja ;
  - Tamatsuraè-jinja.

### Kofun
Sakurai possède plusieurs kofun :
- kofun de Hashihaka  ;
- ruines de Makimuku ;
- kofun de Sakurai chausuyama.

Le 31 mai 2009, l'équipe de chercheurs du professeur Harunari du Musée national d'histoire japonaise de Sakura (Chiba) ont présenté lors du 75e meeting annuel de l'Association japonaise d'archéologie les résultats de leurs recherches, selon lesquels le kofun Hashihaka (箸墓) serait la tombe de la légendaire reine Himiko,.
Des objets dont la datation au carbone 14 concordent avec la date de la mort de la reine ont été découverts sur le site, cependant, certains archéologues trouvent cette sépulture trop moderne pour être du IIIe siècle, ces découvertes restent donc sujettes à caution. Malheureusement, l'Agence impériale refuse l'excavation qui fournirait de nombreuses informations sur l'identité de la reine et sur la lignée des empereurs du Japon descendant officiellement d'Amaterasu.

## Transports
Sakurai est desservie par la ligne Sakurai de la compagnie JR West et la ligne Osaka de la compagnie Kintetsu.

## Jumelage
La ville est jumelée avec :
- Kumano (Japon)
- Taisha (Shimane) (en) (Japon) (fait aujourd'hui partie d'Izumo)
- Chartres (France)